# Parapaguridae
Parapaguridae (лат.) — семейство глубоководных десятиногих раков из надсемейства раков-отшельников (Paguroidea). Вместо того, чтобы носить на себе раковины брюхоногих моллюсков, как другие раки-отшельники, они несут колонии из десяти или более актиний или зонатарий. Представители некоторых родов, таких как Bivalvopagurus и Tylaspis, вообще не прячут своё брюшко.

## Роды
На сегодняшний день в семейство включают 10 родов:
- Bivalvopagurus Lemaitre, 1993
- Oncopagurus Lemaitre, 1996
- Paragiopagurus Lemaitre, 1996
- Parapagurus Smith, 1879
- Probeebei Boone, 1926
- Strobopagurus Lemaitre, 1989
- Sympagurus Smith, 1883
- Tsunogaipagurus Osawa, 1995
- Tylaspis Henderson, 1885
- Typhlopagurus de Saint Laurent, 1972